# Pierre Hennier
Pierre Hennier, né à Laval et mort le 3 novembre 1508, était un religieux et un théologien français.  La famille Hennier est une famille du Comté de Laval,  famille de magistrature lavalloise, aussi connue dans la cléricature. Pendant le XVIIe siècle et le XVIIIe siècle, la famille continua de fournir des avocats au barreau de Laval.

## Biographie
Il est nommé curé de la Collégiale Saint-Pierre-la-Cour, 27 juin 1489, puis chanoine de la cathédrale du Mans, 
Il n'a rien écrit, mais il a rendu son nom célèbre dans les annales du diocèse du Mans, en donnant une édition du Missale Cenomanense. Elle parut à Rouen, en 1489. Hain n'a pas connu cette première édition du Missel du Mans. Quelques imperfections ayant été signalées dans son travail, Pierre Hennier s'adjoignit plusieurs théologiens, et ils préparèrent ensemble une seconde édition. 
C'était un savant liturgiste. Il fut aussi consulté par les clercs que le cardinal Philippe de Luxembourg chargea de composer, en 1489, le Bréviaire, et, en 1490, le Rituel du diocèse. On ignore à quelle époque le Bréviaire parut pour la première fois. Il fut imprimé du nouveau en 1543.
Il est inhumé devant l'autel de N.-D. de Pitié où il dotait pour 1 200 livres une messe quotidienne, avait fondé également pour 400 livres son anniversaire, par acte du 26 septembre 1505.

## Publications
- Missale Cenomanense, fideliter ac diligenter emendatum, secundum usum modernum Ecclesiœ Cenomanensis, per me Guillelmum le Tailleur, Rothomagi commemorantem, ad instantiam Pétri Hennier, ejusdem ecclesiœ Cenomanensis canonici, rectorisque parochialis ecclesiœ Sancti Pétri de Curia, Rouen, 1489, in-folio ;
- Missalia ad usum Ecclesiœ Cenomanensis, de novo per Petrum Hennier, cum consilio et auxilio plurimorum etiam doctorum fideliter emendata; Parisiis, Johannes Hygman, 1494, in-fol. Cette seconde édition fut réimprimée à Rouen, 1503, in-8, et 1504, in-fol.; à Paris, 1517, in-fol. ; 1520, in-8; 1530, 1541,in-8; au Mans, 1546, in fol.; à Paris, 1548, in-8 ; 1559, in-folio ;
- Manuale ad usum Ecclesiœ Cenomanensis ; Rothomagi, Morin, 1501

## Source partielle
- Jean-Barthélemy Hauréau, Histoire littéraire du Maine
- « Pierre Hennier », dans Alphonse-Victor Angot et Ferdinand Gaugain, Dictionnaire historique, topographique et biographique de la Mayenne, Laval, A. Goupil, 1900-1910 [détail des éditions] (BNF 34106789, présentation en ligne)